# آلفونس گابریل
آلفونس گابریل (زاده:۴ فوریه ۱۸۹۴ در بِراون جمهوری چک – ۲۸ می ۱۹۷۵ در وین) جغرافی‌دان، محقق و سفرنامه‌نویس اتریشی بود. وی ۳ بار به ایران مسافرت و در کویرهای ایران به پژوهش و اکتشاف پرداخت. وی ۵ کتاب در خصوص کویرهای ایران تألیف کرد. گابریل در خصوص کویرهای ایران اینگونه نقل می‌کند: «کویر کسی را که یکبار گرفتار افسونش شود دیگر هرگز رها نخواهد کرد.»

## آثار
- Im weltfernen Orient, Munich and Berlin, ۱۹۲۹.
- Durch Persiens Wüsten, Stuttgart, ۱۹۳۵. با نام عبور از صحاری ایران به ترجمه فرامرز نجد سمیعی در ایران منتشر شده‌است.
- Aus dem Einsamkeiten Irans, Stuttgart, ۱۹۳۹. با نام مارکوپولو در ایران به ترجمه پرویز رجبی در ایران منتشر شده‌است.
- Weites, wildes Iran, Stuttgart, ۱۹۴۲.
- Die Erforschung Persiens, Vienna, ۱۹۵۲ با نام «تحقیقات جغرافیائی راجع به ایران» به ترجمه فتحعلی خواجه نوری در ایران منتشر شده‌است.

## نوشتارهای وابسته
- سون هدین